# Регионален исторически музей (Плевен)
Вижте пояснителната страница за други значения на Регионален исторически музей.
Регионалният исторически музей в град Плевен, България

## Местоположение
Музеят се намира в централната част на град Плевен, улица „Стоян Заимов“ 3.

## Сграда
Разположен е в двуетажна сграда, построена през 1888 година за нуждите на армията, с обща площ от около 7000 m2 и парк с открита експозиция на площ от 37 дка. Плана и пространствената композиция на сградата са от линеен тип с едно дясно крило – широко разпространен в Централна Европа и Русия в края на XIX век.
Казармата е предназначена за нуждите на Четвърти пехотен плевенски полк, сформиран през октомври 1884 г. През септември 1978 г., след обединяването на Окръжния исторически музей и Военно-историческите музеи в Дирекция „Културно-историческо наследство“, бюрото на ОК на БКП решава всички нейни експозиции да се реализират в сградата, използвана до този момент като казарма и Школа за запасни офицери.

## История
Регионалният исторически музей води началото си от основаното през 1903 година Археологическо дружество в града, което създава своя сбирка от предмети, първите от тях разкрити при разкопки в крепостта Сторгозия. През 1923 година сбирката е изложена в сградата на читалище „Съгласие“, а през 1953 година музеят става самостоятелна институция. През 1984 година е преместен в сегашната си сграда за честването на „1300 годишнината от създаването на Българската държава“.
Основният фонд на музея включва над 180 000 музейни единици. Специализираната библиотека на музея разполага с над 10 000 тома научна литература и периодични издания.
Сред функциите на музея са издирване, проучване, представяне, опазване и популяризиране на паметниците на културата, природните образци, флората и фауната на територията на Област Плевен и Област Ловеч. В този район са разкрити значими археологически обекти от праисторията – работилницата за мустериенски върхове от с. Муселиево, праисторическото селище до с. Телиш; античността – римският град Улпия Ескус в село Гиген, Късноантичен град Долум – гр. Белене, Ад Путеа – с. Рибен, късноантичната и ранновизантийска крепост Сторгозия, Крепостта в Никопол.
В музея има и природонаучна експозиция.

## Експозиция

### Археология, История и Природа
| Зали                                   | Тема |
| -------------------------------------- | --- |
| Археология                             | |
| 1                                      | Новокаменна каменномедна и бронзова епоха – 7-6 хилядолетие пр.н.е. – 1200 г. пр. Хр.                   |
| 2                                      | Желязна епоха – края на II и началото на III хлилядолетие пр.н.е.                                       |
| 3                                      | Рим империя – 2 век – 6 век                                                                             |
| 4                                      | Късно Римска империя и Византия – 4 век – 6 век                                                         |
| 5                                      | Средновековие – Първа Българска държава – 681 г. до 1018 г.                                             |
| 6                                      | Втора Българско царство и началото на османското владичество                                            |
| Етнография                             | |
| 7                                      | Архитектура и интериор                                                                                  |
| 8                                      | Обичай и занаяти                                                                                        |
| Възраждане                             | |
| 9                                      | Пазари и занаяти                                                                                        |
| 10                                     | Градски бит и култура                                                                                   |
| 11                                     | Образование и просвета                                                                                  |
| 12                                     | Борби за освобождението на България                                                                     |
| Експозиция Руско-Турска война          | |
| 13                                     | |
| 14                                     | |
| 15                                     | |
| 16                                     | |
| Трета Българска Държава и нова история | |
| 17                                     | Културно и икономическо развитие на Плевен след Освобождението                                          |
| 18                                     | България в Първа световна война (1915 – 1918 г.) „9-а пехотна плевенска дивизия в Първа световна война“ |
| 19                                     | Културен живот в Плевен от Освобождението до наши дни (края на XIX – XX век)                            |
| 20                                     | Музикална слава на Плевен                                                                               |
| 21                                     | Зала посветена на Гена Димитрова (1941 г. – 2005 г.)                                                    |
| Природа                                | |
| 27                                     | Скали, Минерали и полезни изкопаеми                                                                     |
| 28                                     | Палеонтология, флора, безгръбначни и гръбначни                                                          |
| 29                                     | Птици                                                                                                   |
| 30                                     | Бозайници                                                                                               |

## Направления в музея
В структурата му са включени следните основни специализирани отдели и обслужващи звена:
- Археология
- История на България XV – XIX век
- Нова и най-нова история
- Етнография
- Природа
- Фондове, научен архив и специализирана библиотека
- Връзки с медиите и музейни образователни програми
- ателиета за реставрация, консервация и фотолаборатория.

Към музея функционира постоянна експозиция на родената в Плевен оперна прима Гена Димитрова.